# 恩方村

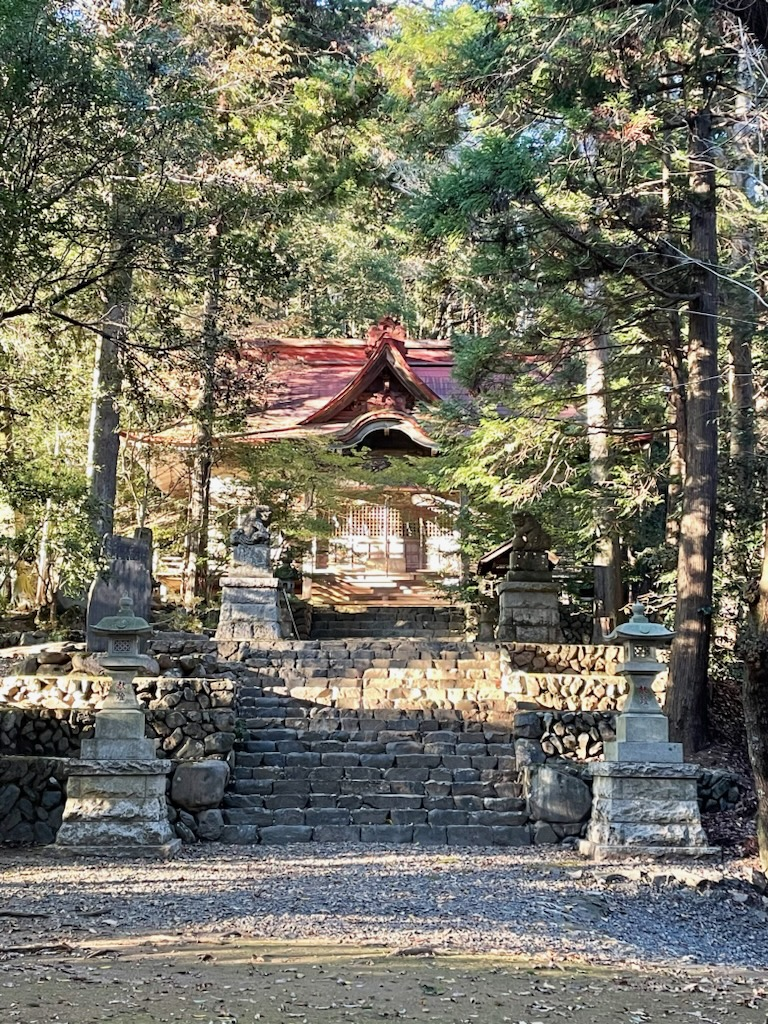
宮尾神社

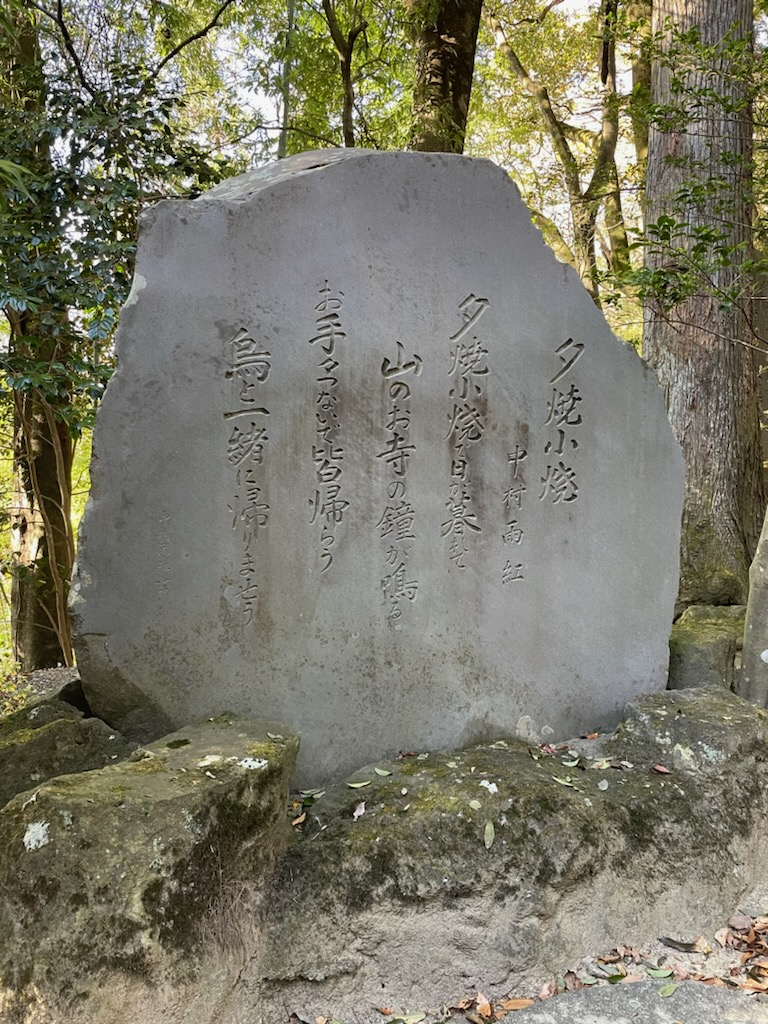
夕焼け小焼け　石碑

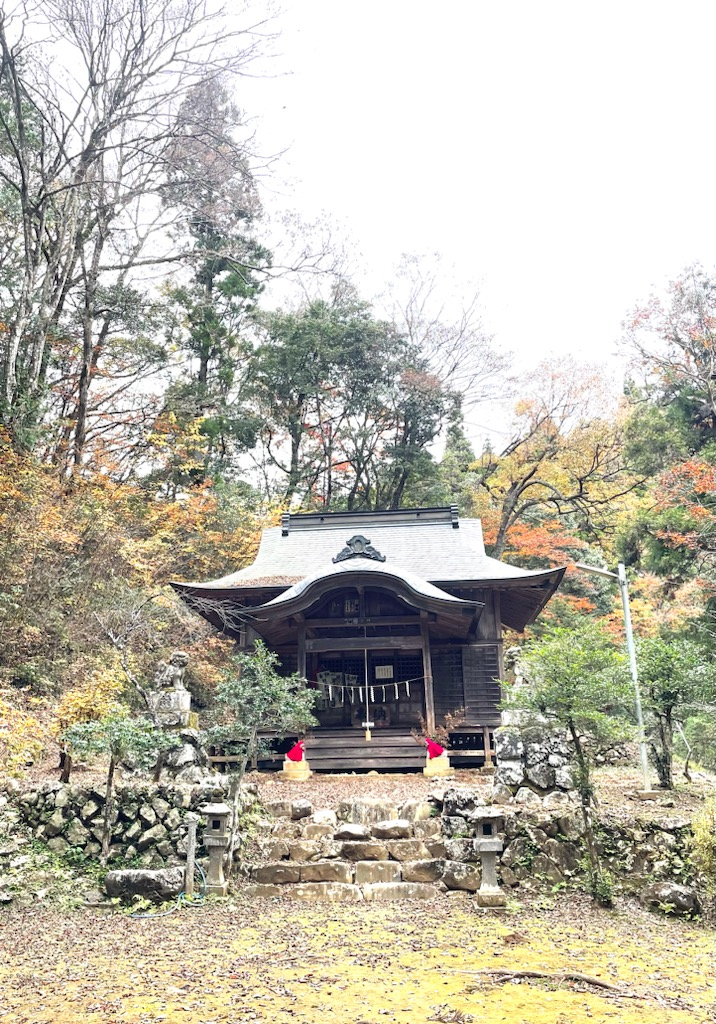
龍蔵神社（石舟山龍蔵神社）

恩方村（おんがたむら）は東京都の南西部、南多摩郡に属していた村。現在の八王子市西部地域の一地区にあたる。
恩方村出身の詩人・中村雨紅が、故郷の情景をもとに作詞した童謡『夕焼小焼』で知られる。

## 地理
- 河川：北浅川、山入川、小津川

## 歴史
- 1889年（明治22年）4月1日 町村制施行により、神奈川県南多摩郡下恩方村、上恩方村、西寺方村、小津村が合併し恩方村が成立。
- 1893年（明治26年）4月1日 南多摩郡が北多摩郡、西多摩郡とともに東京府へ編入。
- 1943年（昭和18年）7月1日 東京都制施行。
- 1955年（昭和30年）4月1日 横山村、元八王子村、川口村、加住村、由井村とともに八王子市へ編入。

## 現在の町名
すべて八王子市内に存在する。
- 下恩方町
- 上恩方町
- 西寺方町
- 小津町

## 出身有名人
- 中村雨紅 - 詩人・童謡作家。童謡『夕焼小焼』を作詞。
- 前田真三 - 風景写真家。父・前田林太郎が1930年から1946年まで恩方村村長を務める。

## 関連書籍
- 「追悼・前田真三」『風景写真』1999年3月号、ブティック社、1999年。
- きだみのる『気違い部落周游紀行』冨山房百科文庫31、1981年1月30日。ISBN 9784572001313
作家きだみのるは、かつてこの村の廃寺を仕事場とし、村で起こった出来事や住民との対話から「気違い部落周游紀行」などのルポルタージュを執筆した。